# Gneo Domizio Calvino (console 332 a.C.)
Gneo Domizio Calvino (fl. IV secolo a.C.) è stato un militare e politico romano.

## Biografia
Fu nominato console nel 332 a.C. assieme Aulo Cornelio Cosso Arvina, al suo secondo consolato.
Mentre regnava dovunque la pace, la notizia di una guerra scatenata dai Galli portò lo scompiglio e indusse all'elezione di Marco Papirio Crasso come dittatore.